# Condado de Kossuth
El condado de Kossuth (en inglés: Kossuth County, Iowa), fundado en 1851, es uno de los 99 condados del estado estadounidense de Iowa. En el año 2000 tenía una población de 17 163 habitantes con una densidad poblacional de 7 personas por km². La sede del condado es Algona.. Gracias a que tiene una superficie equivalente a dos condados (según el trazado político), es que el estado de Iowa no posee 100 condados.

## Geografía
Según la Oficina del Censo, el condado tiene un área total de 2523 km² (974,1 mi²), de la cual 2520 km² (973 mi²) es tierra y 3 km² (1,2 mi²) es agua.

### Condados adyacentes
- Condado de Martin y Condado de Faribault norte
- Condado de Winnebago noroeste
- Condado de Hancock sureste
- Condado de Humboldt sur
- Condado de Palo Alto suroeste
- Condado de Emmet noroeste

## Demografía
En el 2000 la renta per cápita promedia del condado era de $34 562, y el ingreso promedio para una familia era de $41 159. El ingreso per cápita para el condado era de $16 598. En 2000 los hombres tenían un ingreso per cápita de $30 191 contra $20, 184 para las mujeres. Alrededor del 10.20% de la población estaba bajo el umbral de pobreza nacional.
| 1900   | 1910   | 1920   | 1930   | 1940   | 1950   | 1960   | 1970   | 1980   | 1990   | 2000   |
| ------ | ------ | ------ | ------ | ------ | ------ | ------ | ------ | ------ | ------ | ------ |
| 22 720 | 21 971 | 25 082 | 25 452 | 26 630 | 26 241 | 25 314 | 22 937 | 21 891 | 18 591 | 17 163 |

## Lugares

### Ciudades
- Algona
- Bancroft
- Burt
- Fenton
- Lakota
- Ledyard
- Lone Rock
- Lu Verne
- Swea City
- Titonka
- Wesley
- West Bend
- Whittemore

### Principales carreteras
- U.S. Highway 18
- U.S. Highway 169
- Carretera de Iowa 9
- Carretera de Iowa 15
- Carretera de Iowa 17